# Чапля мангрова
Чапля мангрова (Butorides striata) — вид лелекоподібних птахів родини чаплевих (Ardeidae).

## Поширення
Ареал виду дуже великий. Птахи населяють, головним чином, субтропічні і тропічні країни Азії, Африки, Америки та Австралії. Часто зустрічаються і в помірному поясі.

## Опис
Статурою, зовнішнім виглядом, способом життя в цілому схожа з чаплями роду Ardeola, але в більшості менша, хоча розміри дуже різні географічно — довжина тіла 35-48 см, вага 135—250 г, 52-60 см у розмаху крил. Спина і крила зазвичай сірі або темні, з зеленим відливом, на крилах розвинений малюнок з V-подібних світлих облямівок пір'я. Низ тіла, боки голови і шиї змінюються від блакитно-сірих до вохристих, винних, насичено-каштанових. Шапочка з потиличною косою чорна з зеленим блиском. На «обличчі» і нижній частині шиї є малюнок з темних і світлих смуг. Наддзьобок темний, піддзьобок жовтий, райдужка, кільце навколо очей та вуздечка жовті, ноги зеленувато-або помаранчево-жовті. Молоді птахи буруваті з поздовжніми плямами на голові і череві.

## Спосіб життя
Полюбляє тінисті прибережні зарості лози, вільхи, черемхи та інших деревних порід, що вкривають узбережжя річок. Особливо охоче птиці обирають берегові зарості річкових затонів, сильно захаращених проток серед численних островів, де удосталь зустрічаються корчі, підмиті водою дерева з оголеною кореневою системою. Зазначених місць дотримуються з великою постійністю. Тут же, сидячи на оголених водою коренях, на корчі або на вузькій мілині, здобувають собі їжу.

## Розмноження

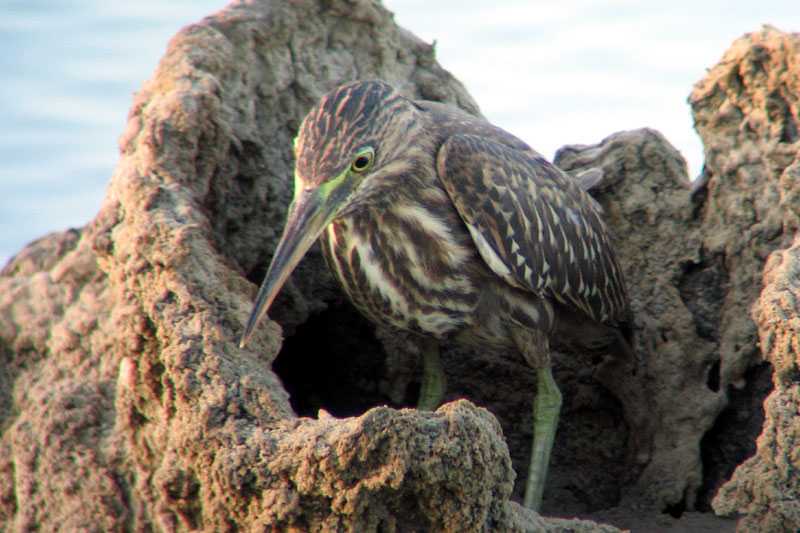
молода особина

Гнізда завжди влаштовуються на деревах (верба, яблуня, вільха), то навислих над водною поверхнею, то зростаючих осторонь до 30-35 м від берега. Гніздові споруди розташовуються на різній висоті від землі або води. Коли гніздо будується над водою, воно може перебувати зовсім низько (близько 1,5-2 м над водою), частіше трохи вище, зрідка на висоті 10-12 м. У більшості випадків гнізда бувають важкодоступні: вони або на тонких, що перехрещуються лозах, що не витримують ваги людини, або на кінці гілки яблуні, далеко від стовбура.